# كارل فيلهلم فون دالا توري
كارل فيلهلم فون دالا توري (بالألمانية: Karl Wilhelm von Dalla Torre)‏ (و. 1850 – 1928 م) هو عالم نبات، وعالم حيواني، وعالم حشرات، وأستاذ جامعي من النمسا . ولد في كتسبويل.
توفي في إنسبروك.